# Berücksichtigungszeit
In Deutschland wirkt sich die Erziehung von Kindern in zweierlei Hinsicht auf die gesetzlichen Rentenanwartschaften aus. Unmittelbar rentensteigend als Kindererziehungszeit und als Anwartschaftserhaltungszeit in Form der Kinderberücksichtigungszeit. Kinderberücksichtigungszeiten wirken sich indirekt auf andere rentenrechtliche Zeiten aus und führen zu einer günstigeren Bewertung, beispielsweise bei der Berechnung von Wartezeiten, die zu einem früheren abschlagsfreien Altersrenteneintritt führen können.
Eine Berücksichtigungszeit bezeichnet eine rentenrechtliche Zeit in der Gesetzlichen Rentenversicherung (GRV) in Deutschland, geregelt in § 57 SGB VI. Sie wurde 1992 in das System der GRV eingeführt. Berücksichtigungszeiten werden von einem Rentenversicherungsträger bindend festgestellt. Diese sind Zeiten der Erziehung eines Kindes bis zu dessen 10. Geburtstag (Kinderberücksichtigungszeit).
Vom 1. Januar 1992 bis zum 31. März 1995 gab es zudem Berücksichtigungszeiten der nicht erwerbsmäßigen Pflege eines Pflegebedürftigen (Pflegeberücksichtigungszeit). Diese wurde 1995 im Zuge der Einführung der gesetzlichen Pflegeversicherung wieder abgeschafft.
Berücksichtigungszeiten haben keine besondere rentenrechtliche Wirkung. Sie erhöhen nicht unmittelbar die Rentenleistung, sondern bestenfalls mittelbar (im Gegensatz zu Beitrags-/ oder Kindererziehungszeiten). Berücksichtigungszeiten erfüllen vielmehr den Zweck, die rentenrechtlichen Wartezeiten zu erfüllen bzw. Anwartschaften über den Zeitraum ihrer Wirksamkeit zu erhalten. Daneben führen sie gegebenenfalls im Rahmen der Gesamtleistungsbewertung zu einer günstigeren Bewertung der beitragsfreien Zeiten.
Dies soll rentenrechtliche Nachteile derer, die ein Kind aufzogen und daher nicht arbeiteten und deshalb keine Beiträge entrichteten, ausgleichen.

## Zuschreiben von Kinderberücksichtigungszeiten

### Dauer von Kinderberücksichtigungszeiten
In der Regel betragen Kinderberücksichtigungszeiten 10 Jahre, berechnet ab Geburt des Kindes. Im Gegensatz zu den Kindererziehungszeiten für mehrere Kinder verlängern sich die Zeiten nicht um die entsprechenden Perioden, sondern laufen gegebenenfalls nebeneinanderher, sodass im Effekt darauf abgestellt wird, wann das letztgeborene Kind sein 10. Lebensjahr vollendet.
z. B.
| Kind          | geboren am     | Kindererziehungszeit                  | Berücksichtigungszeit              |
| ------------- | -------------- | ------------------------------------- | ---------------------------------- |
| Fred          | 2. März 1984   | 1. April 1984 bis 30. September 19861 | 2. März 1984 bis 1. März 1994      |
| Lisa          | 24. Juli 1995  | 1. August 1995 bis 31. Juli 19982     | 24. Juli 1995 bis 23. Juli 2005    |
| Maria + Mario | 15. April 1978 | 1. Mai 1978 bis 30. April 19831       | 15. April 1978 bis 14. April 19883 |

Beachte:

1 Geburten bis 31. Dezember 1991 2,5 Jahre Kindererziehungszeit (pro Kind, § 249 Abs. 1 SGB VI)

2 Geburten ab 1. Januar 1992 3 Jahre Kindererziehungszeit (pro Kind)

3 Bei Mehrlingsgeburten wird diese Zeit also nicht doppelt oder auch dreifach (oder mehr) berücksichtigt

### Voraussetzung für die Anerkennung von Kinderberücksichtigungszeiten
Voraussetzungen werden insbesondere in § 57 des Sechsten Buches Sozialgesetzbuch geregelt. Die Zeit der Erziehung eines Kindes bis zu dessen vollendetem zehnten Lebensjahr ist bei einem Elternteil eine Berücksichtigungszeit, soweit die Voraussetzungen für die Anrechnung einer Kindererziehungszeit auch in dieser Zeit vorliegen.

#### Ausschlussgrund Selbständigkeit
Zusätzlich sind Kinderberücksichtigungszeiten auch dann nicht anrechenbar, wenn eine (nicht geringfügige) selbständige Tätigkeit ausgeübt wurde (Ausnahme: während dieser Tätigkeit wurden Pflichtbeiträge gezahlt, z. B. als versicherungspflichtiger Selbständiger oder während einer Kindererziehungszeit). Ob eine Kinderberücksichtigungszeit anrechenbar ist, wenn der Ehegatte selbständig ist, ist vom Einzelfall abhängig, da zu prüfen ist, ob eine Mitunternehmereigenschaft vorliegt. Als Selbständigkeit zählt auch die Tätigkeit als Landwirt.
Der Ausschlussgrund Selbständigkeit gilt für Zeiten einer mehr als geringfügig ausgeübten selbständigen Tätigkeit nur, soweit diese Zeiten auch Pflichtbeitragszeiten sind.

### Wem werden Berücksichtigungszeiten gutgeschrieben?
Es werden nur einer Person die Zeiten gutgeschrieben. Dies ist automatisch zunächst einmal die Mutter. Soll stattdessen dem Vater oder eventuell auch anderen Verwandten die Versicherungsvorteile gutgeschrieben werden, so muss dies für die Zukunft (oder 2 Monate rückwirkend) einvernehmlich von den Eltern beantragt werden.

### Antrag auf Berücksichtigungszeiten für Kindererziehende
Da die Zeiten nur rückwirkend genehmigt werden, ist es sinnvoll, frühestens nach dem 10. Geburtstages des jüngsten Kindes einen Antrag auf Berücksichtigungszeiten für Kindererziehende zu stellen. Oft wird dies im Zusammenhang mit der Anrechnung der Kindererziehungszeiten beantragt, da für beide dasselbe Antragsformular verwendet wird.

## Auswirkungen von Berücksichtigungszeiten
Kinderberücksichtigungszeiten zählen bei den meisten Wartezeiten und können die eigene Rente erhöhen.

### Auswirkungen auf Wartezeiten
Berücksichtigungszeiten zählen für die meisten Wartezeiten dazu, unter anderem bei den Wartezeiten von 35 Jahren (Altersrente für langjährig Versicherte) und von 45 Jahren (Altersrente für besonders langjährig Versicherte). Sie zählen nicht bei der allgemeinen Wartezeit. Auch bei den besonderen versicherungsrechtlichen Voraussetzungen wie beispielsweise für die Erwerbsminderungsrente (36 Monate Pflichtbeiträge in den letzten 60 Kalendermonaten) zählen sie nicht dazu, verlängern den maßgeblichen Zeitraum jedoch, so dass durch weiter zurückliegende Zeiten eine Erfüllung möglich ist.

### Auswirkungen auf die Rente
Liegen mindestens 25 Jahre an rentenrechtlichen Zeiten vor, dann werden für Kinderberücksichtigungszeiten ab dem 1. Januar 1992 unter folgenden Umständen zusätzliche Entgeltpunkte gutgeschrieben:
- Pflichtbeiträge während der Kinderberücksichtigungszeit:

Werden während der Kinderberücksichtigungszeit Entgeltpunkte aus Pflichtbeiträgen (bspw. aus Beschäftigung) gutgeschrieben, werden zum Rentenbeginn diese Entgeltpunkte um die Hälfte (50 Prozent) aufgestockt. Die zusätzlichen Entgeltpunkte sind jedoch begrenzt auf höchstens 0,3336 pro Kalenderjahr (bzw. 0,0278 pro Kalendermonat). Durch die Aufstockung darf die Summe an Entgeltpunkten insgesamt jedoch nicht über 0,0833 pro Kalendermonat (bzw. 0,9996 pro Kalenderjahr) steigen; die zusätzlichen Punkte werden dann entsprechend (auch auf Null) begrenzt. Aufgrund der Begrenzung auf höchstens 0,0833 Entgeltpunkte pro Kalendermonat entfällt eine Aufstockung bspw. immer für die Kindererziehungszeiten, da diese bereits mit 0,0833 Entgeltpunkten pro Monat belegt sind.
- Erziehung mehrerer Kinder unter 10 Jahren oder eine pflegebedürftigen Kindes:

Liegen die Kinderberücksichtigungszeiten mehrerer Kinder parallel (gleichzeitig Erziehung von mindestens zwei Kindern unter zehn Jahren) oder wird ein pflegebedürftiges Kind unter 18 erzogen, dann werden 0,0278 Entgeltpunkte pro Kalendermonat (bzw. 0,3336 Entgeltpunkte pro Kalenderjahr) bei Rentenbeginn gutgeschrieben. Auch hier ist eine Begrenzung auf maximal 0,0278 zusätzlichen Entgeltpunkten pro Kalendermonat und zusammen mit anderen Punkten auf insgesamt 0,0833 Entgeltpunkte pro Kalendermonat gegeben.
Diese Regelung gilt nur für Zeiten ab 1992, da für Zeiten vor 1992 die Rente nach Mindestentgeltpunkten gilt. Diese knüpft zwar nicht an die Erziehung von Kindern an, erhöht aber die Entgeltpunkte aus Zeiten mit niedrigen Beiträgen. Die Erhöhung der Beiträge für Kinderberücksichtungszeiten gilt als „Nachfolgeregelung“ der Rente nach Mindestentgeltpunkten.

## Pflegeberücksichtigungszeiten
In der Zeit vom 1. Januar 1992 bis 31. März 1995 bestand die Möglichkeit, dass auf Antrag Pflegeberücksichtigungszeiten für die nicht erwerbsmäßige Pflege eines pflegebedürftigen Menschen anerkannt wurden. Pflegeberücksichtigungszeiten wurden jedoch mit Einführung der Pflichtversicherung für Pflegepersonen (§ 3 Nr. 1a SGB VI) überflüssig, sodass sie heutzutage kaum noch eine Rolle spielen.
Die Antragsfrist für diese Zeiten ist abgelaufen, d. h. sogar falls eine Pflege stattgefunden hat, kann keine Pflegeberücksichtigungszeit mehr neu anerkannt werden.